# سید میلاد تقوی
سید میلاد تقوی (زاده ۱۴ آبان ۱۳۶۰) سیاستمدار ایرانی است. وی از ۲۶ اسفند ۱۴۰۲ رئیس فدراسیون والیبال ایران است. تقوی پیش از این، مسئولیت دبیرکلی فدراسیون والیبال ایران و ریاست هیأت والیبال استان مازندران را بر عهده داشت.

## والیبال
سید میلاد تقوی در سال ۱۳۹۳ به عنوان رئیس هیأت والیبال استان مازندران انتخاب شد. وی مجدداً در سال ۱۳۹۷ در انتخابات رئیس هیأت مازندران با کسب ۱۳ رای از ۱۳ رای در این مقام ابقا شد. در تاریخ ۲۸ اسفند ۱۳۹۸ و در پی استعفای علی فتاحی دبیرکل وقت فدراسیون والیبال ایران، تقوی با حکم محمدرضا داورزنی سرپرست دبیرکلی فدراسیون والیبال شد. درنهایت در ۲۸ تیر ۱۳۹۹ با حکم مسعود سلطانی‌فر وزیر وقت ورزش و جوانان و پیشنهاد داورزنی، تقوی رسماً دبیرکل فدراسیون والیبال ایران شد. تقوی در تاریخ ۲۶ شهریور ۱۴۰۲ از سمت دبیرکلی استعفا داد. پس از آن داورزنی وی را بعنوان مشاور در امور اجرایی فدراسیون انتخاب کرد. سید میلاد تقوی در انتخابات مجمع فدراسیون در روز ۲۶ اسفند ۱۴۰۲ در پی پایان دوره ریاست محمدرضا داورزنی، با کسب ۶۱ رای از ۶۸ رای برای یک دوره ۴ ساله بعنوان رئیس جدید فدراسیون والیبال ایران انتخاب شد. تقوی در تاریخ ۷ شهریور ۱۴۰۳ پس از شرکت در انتخابات هیأت رئیسه‌ کنفدراسیون والیبال آسیا بعنوان عضو هیأت رئیسه تا سال ۲۰۲۸ میلادی انتخاب شد.

## انتخابات شورا شهر
سید میلاد تقوی در سال ۱۳۹۶ در انتخابات شورای شهر ساری شرکت کرد. وی در تاریخ ۶ فروردین ۱۳۹۶ بطور رسمی در این انتخابات ثبت نام کرد. تقوی با کسب ۱۳۳۷۷ رای در این انتخابات ۱۶ام شد. 